# Tour EDF
Tour EDF – wieżowiec w Paryżu, we Francji, w dzielnicy La Défense, o wysokości 165 m. Budynek został otwarty w 2001 i liczy 41 kondygnacji.